# Peter Forbes
Peter Forbes, född 30 september 1952 i Glasgow, Skottland, är en brittisk (skotsk) skådespelare. Forbes har bland annat medverkat i Wilde, Berkeley Square och The Wife.

## Filmografi i urval
- 1992 – Blue Ice
- 1995–2005 – The Bill (TV-serie)
- 1997 – Wilde
- 1998 – Berkeley Square (TV-serie)
- 1998–2004 – Casualty (TV-serie)
- 2004 – Ett fall för Frost (TV-serie)
- 2007 – EastEnders (TV-serie)
- 2008 – Taggart (TV-serie)
- 2010 – Doctors (TV-serie)
- 2010 – The First Men in the Moon (TV-film)
- 2014 – Holby City (TV-serie)
- 2016 – Unge kommissarie Morse (TV-serie)
- 2017 – Victoria (TV-serie)
- 2017 – The Wife
- 2017 – The Crown (TV-serie)
- 2019 – Manhunt (TV-serie)
- 2019 – Judy
- 2021 – Stephen (TV-serie)